# Sisters for Homophile Equality
Sisters for Homophile Equality (SHE), en español Hermanas por la Igualdad Homófila, fue la primera organización nacional de lesbianas en Nueva Zelanda. Publicaron The Circle, la primera revista lésbica del país. Distribuyeron revistas en el extranjero y presentaron a los neozelandeses las ideas internacionales sobre el feminismo lésbico.

## Historia
SHE fue fundada en 1973 por seis mujeres Christchurch. El grupo se formó para incluir tanto la liberación de las mujeres como la política gay, dos grupos que se pensaba que no abordaban adecuadamente los problemas de las lesbianas. La rama de Christchurch de SHE fue corresponsable del establecimiento del primer Refugio de Mujeres en Nueva Zelanda, junto con los grupos 'Feministas Radicales' y 'Feministas Universitarias'. Sus miembros eran principalmente jóvenes y pākehā  pero tenían diversos orígenes de clase.
Se formó una rama en Wellington que produjo la revista The Circle, que permitió la circulación de noticias nacionales e internacionales sobre activismo lésbico.
Para captar socias, publicaban anuncios en las columnas personales de los periódicos, aunque estos se negaban a incluir la palabra «lesbiana» en los mismos. Loas miembros de SHE aparecieron o escribieron para diferentes medios de comunicación y hablaron a grupos y escuelas mostrándose como lesbianas abiertas y orgullosas. Se apoyaron mutuamente para salir del armario y hacer frente a las posibles repercusiones de hacerlo. En 1974, Wellington SHE preparó Straight Answers to Queer Questions (Respuestas directas a preguntas queer), un folleto en el que se sugería cómo podían responder las lesbianas a las preguntas habituales que les hacían en casa, en el trabajo o en actos públicos.
La sucursal de Wellington también fue responsable de fundar en 1974 el Club 41, que fue el primer club de lesbianas en Wellington. Ese mismo año se celebró en Wellington la primera Conferencia Nacional de Lesbianas, lo que condujo al desarrollo de la sucursal SHE de Palmerston North.
En marzo de 1974, SHE Wellington organizó la primera Conferencia Nacional de Lesbianas, que dio lugar a la creación de un grupo SHE en Palmerston North. Ese año se presentó el primer intento de reforma de la legislación homosexual, el proyecto de ley de Enmienda de Delitos y se unió  a la oposición generalizada a la Enmienda Wall, que pretendía prohibir cualquier presentación positiva de la homosexualidad a los menores de veinte años. En 1977, SHE presentó alegaciones al proyecto de ley de la Comisión de Derechos Humanos, abogando porque la «orientación sexual» figurara entre los motivos de discriminación proscritos.
La organización llegó a su fin en 1977, cuando los diversos grupos demográficos dentro de la organización entraron en conflicto sobre cuál debería ser el propósito principal de la organización. Se dividieron en diferentes grupos que se centraron en el activismo, la socialización y la educación respectivamente. Aunque cesaron las reuniones de SHE, sus miembros más antiguas siguieron manteniendo un número de teléfono y contacto telefónico de la organización hasta 1983 y un colectivo ampliado del Círculo publicó la revista hasta 1985.